# Province de Chupaca
La province de Chupaca (en espagnol : Provincia de Chupaca) est l'une des huit  provinces de la région de Junín, dans le centre du Pérou. Son chef-lieu est la ville de Chupaca. Elle dépend de l'archidiocèse de Huancayo.

## Géographie
La province couvre une superficie de 1 153,05 km2. Elle est limitée au nord par la province de Concepción, à l'est par la province de Huancayo, au sud par la région de Huancavelica et à l'ouest par la région de Lima.

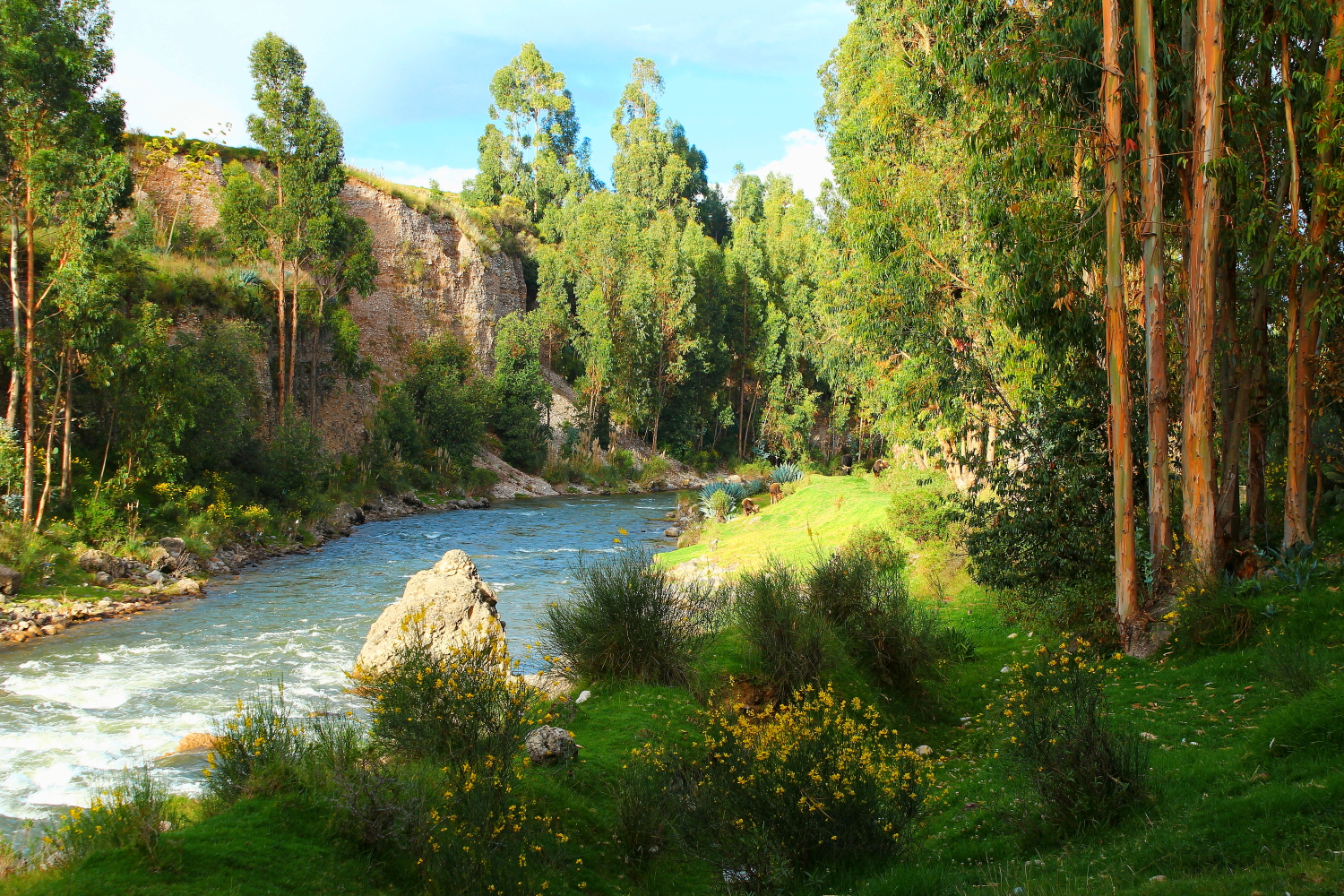
La rivière Cunas, province de Chupaca, Junin, Pérou

## Population
La population de la province s'élevait à 51 878 habitants en 2007.

## Subdivisions
La province de Chupaca est divisée en neuf districts :
- Ahuac
- Chongos Bajo
- Chupaca
- Huachac
- Huamancaca Chico
- San Juan de Yscos
- San Juan de Jarpa
- Tres de Diciembre
- Yanacancha